# Nośność statku
Nośność – podstawowy parametr określający wielkość statku oznaczający zdolność przewozową statku. Określa łączną masę ładunku, załogi, zapasów paliwa, wody pitnej i technicznej, prowiantu, części zamiennych itp. jaką statek może przyjąć na pokład, nie przekraczając dopuszczalnego zanurzenia (przy zanurzeniu do znaku wolnej burty). Wyróżnia się także ładowność (nośność użyteczną), oznaczającą masę samego ładunku.
Nośność wyrażana jest w tonach: metrycznych (1000 kg) lub angielskich (1016 kg). Nośność określa się też angielskim skrótem DWT (ang. deadweight tonnage), nie jest to jednak jednostka nośności i nie należy jej używać jako jednostki; jednostką jest natomiast tona. 
Nośność jest czasami mylona z wypornością, jednakże aby otrzymać wyporność statku należy do jego nośności dodać masę statku pustego. Wyporność jest z kolei podstawowym parametrem określającym wielkość okrętów wojennych.